# Eupithecia furcata
Eupithecia furcata es una especie de polilla de la familia Geometridae. La especie fue descrita por primera vez por Otto Staudinger habiendo sido descrita en 1879, con distribución en Irán y Turquía. 